# Liometopum masonium
Liometopum masonium é uma espécie de formiga do gênero Liometopum.